# بوبي بلوم
بوبي بلوم (بالإنجليزية: Bobby Bloom)‏ هو مغن مؤلف أمريكي، ولد في 1945 في نيويورك في الولايات المتحدة، وتوفي في 28 فبراير 1974 في هوليوود في الولايات المتحدة.

## وصلات خارجية
- بوبي بلوم على موقع ميوزك برينز (الإنجليزية)
- بوبي بلوم على موقع ديسكوغز (الإنجليزية)